# Johanna Engela Swellengrebel
Johanna Engela Swellengrebel (Kaap de Goede Hoop, 19 november 1733 - Utrecht, 1798) was schrijfster van een reisjournaal.

## Familie
Johanna Engela werd in 1733 aan de Kaap geboren. Haar ouders waren Helena Wilhelmina ten Damme (1706-1746) en Hendrik Swellengrebel (1700-1760), gouverneur van de Nederlandse Kaapkolonie. Op 18 september 1750, vier jaar na het overlijden van zijn vrouw, werd Hendrik aangesteld als admiraal van de Indische retourvloot en op 6 maart 1751 vertrok hij met zijn drie dochters Johanna Engela, Helena Johanna en Claudia Constantia en zijn jongste zoon Ertman Balthasar naar de Republiek. Zijn drie oudste zonen waren vanwege hun studie al eerder naar de Nederlanden vertrokken. Hij vestigde zich met zijn gezin in Utrecht. Zomers verbleven ze in hun buitenverblijf in Schoonoord bij Doorn, waar ze lange wandelingen maakten door de heuvels en vrienden ontvingen. In tegenstelling tot haar beide zussen, bleef Johanna Engela ongehuwd.

## Het reisjournaal

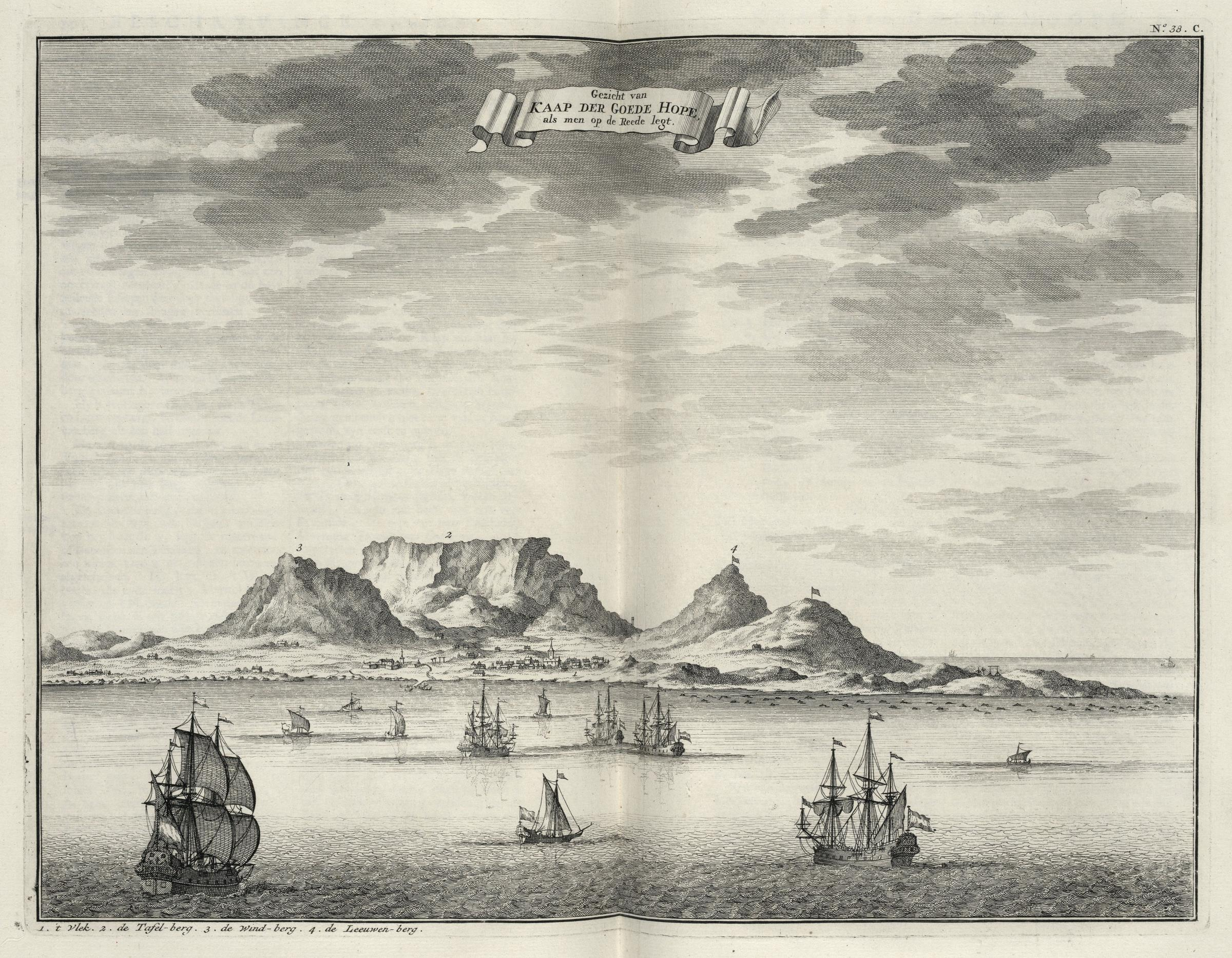
Zicht op Kaap de Goede Hoop met op de voorgrond enkele Oost-Indiëvaarders. De prent is afkomstig uit Oud en Nieuw Oost Indiën van François Valentijn (1724).

Tijdens hun reis op het VOC-schip de Liefde van de Kaap naar Texel hielden Johanna en Helena een dagboek bij. Meer dan de reisjournalen in druk, waarin de overtocht vaak zijdelings aan bod komt, laat dit handschrift ons kennismaken met het dagelijks leven op een Oost-Indiëvaarder. Zo wordt uitgebreid aandacht besteed aan de rijke maaltijden, die ze evenals de schipper, de opperstuurman en de hoge officieren voorgeschoteld kregen. Zij aten bijvoorbeeld gevulde gans, gebraden speenvarken, eend met kool, steenboksboutjes en hoenderpastij. Dit in schril contrast met de voeding van de andere zeelieden. Als tijdverdrijf werd er geconverseerd, gebreid, geschreven, gemusiceerd, gezongen en gedanst en speelden ze ganzenbord en handjeplak. Eens werden ze getrakteerd op een uitvoering van de Gijsbrecht van Amstel. De praktische taken lieten zij over aan een slavin, die met hen meevoer. Johanna en Helena waren vooral gericht op hun eigen huiselijke leven aan boord. Zij deden om de beurten verslag van hun belevenissen, maar het overgeleverde dagboek is een netafschrift van de hand van Helena alleen.